# Esch-sur-Sûre
Pour les articles homonymes, voir Esch (homonymie).
Esch-sur-Sûre (en luxembourgeois : Esch-Sauer ou Esch am Lach et en allemand : Esch-Sauer), est une commune luxembourgeoise située dans le canton de Wiltz, ainsi qu’une localité en faisant partie.
La localité est essentiellement connue pour sa vieille cité médiévale s'articulant autour du château, sis sur un éperon rocheux dans un méandre de la Sûre. Un lac artificiel se situe à proximité, lieu de baignade estivale très populaire en raison de sa vaste prairie formant plage.

## Géographie

### Localisation
| Lac de la Haute-Sûre    | Lac de la Haute-Sûre Goesdorf | Goesdorf       |
| Boulaide                | Esch-sur-Sûre                 | Bourscheid     |
| Rambrouch Groussbus-Wal | Groussbus-Wal                 | Feulen Mertzig |

### Villages de la commune
- Bonnal
- Dirbach
- Eschdorf (chef-lieu)
- Esch-sur-Sûre
- Fond de Heiderscheid
- Heiderscheid
- Insenborn
- Lultzhausen
- Merscheid
- Neunhausen
- Ringel
- Tadler

## Toponymie
Asko (927), Asch (1123), Asca (1124), Hesch (1135), Ascha (1138), Ais (1140), Aisse (1214).

## Histoire
En 1285, le seigneur d'Esch, Joffroi, est l'un des héros mis à l'honneur (avec son neveu, Conon d'Ouren et sa nièce, Perrine d'Esch qui joue de la vièle) dans le tournoi de Chauvency par le trouvère Jacques Bretel.

### Fusion de communes
Le 1er janvier 2012, la commune d’Esch-sur-Sûre, comprenant les sections d’Esch-sur-Sûre et Heiderscheidergrund, fusionne avec les communes de Heiderscheid et Neunhausen,. La section d’Esch-sur-Sûre perd son statut de chef-lieu de commune au profit d’Eschdorf.

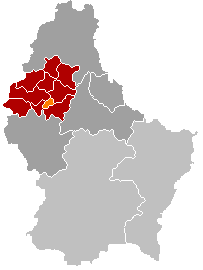
Esch-sur-Sûre avant 2012.
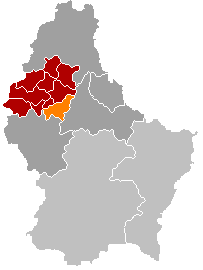
Heiderscheid.
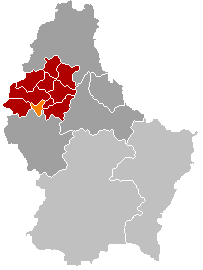
Neunhausen.
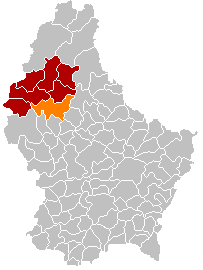
Esch-sur-Sûre en 2012.

## Population et société

### Démographie
L'évolution du nombre d'habitants est connue à travers les recensements de la population effectués dans le pays depuis 1821. Les recensements décennaux de la population permettent de caler les chiffres sur la composition de la population par sexe, âge, nationalité et commune de résidence. Entre deux recensements, la population au 1er janvier de l’année {\displaystyle x} est évaluée en ajoutant à la population au 1er janvier de l’année {\displaystyle x-1} les soldes naturel (naissances {\displaystyle -} décès) et migratoire (arrivées {\displaystyle -} départs) de l'année. La même méthode est appliquée pour la répartition par âge au 1er janvier et les effectifs totaux par nationalité. Depuis le 1er septembre 2023, le Luxembourg dénombre 100 communes.
Au 1er janvier 2024, la commune comptait 3 188 habitants.
| 1821  | 1851  | 1871  | 1880  | 1890  | 1900  | 1910  | 1922  | 1930  |
| ----- | ----- | ----- | ----- | ----- | ----- | ----- | ----- | ----- |
| 2 345 | 3 265 | 3 184 | 2 965 | 2 690 | 2 529 | 2 432 | 2 176 | 2 073 |

| 1935  | 1947  | 1960  | 1970  | 1978  | 1979  | 1981  | 1983  | 1984  |
| ----- | ----- | ----- | ----- | ----- | ----- | ----- | ----- | ----- |
| 1 950 | 1 770 | 1 591 | 1 439 | 1 403 | 1 379 | 1 392 | 1 400 | 1 430 |

| 1985  | 1986  | 1987  | 1988  | 1989  | 1990  | 1991  | 1992  | 1993  |
| ----- | ----- | ----- | ----- | ----- | ----- | ----- | ----- | ----- |
| 1 430 | 1 420 | 1 410 | 1 436 | 1 459 | 1 476 | 1 399 | 1 397 | 1 387 |

| 1994  | 1995  | 1996  | 1997  | 1998  | 1999  | 2000  | 2001  | 2002  |
| ----- | ----- | ----- | ----- | ----- | ----- | ----- | ----- | ----- |
| 1 389 | 1 406 | 1 421 | 1 435 | 1 475 | 1 506 | 1 572 | 1 714 | 1 766 |

| 2003  | 2004  | 2005  | 2006  | 2007  | 2008  | 2009  | 2010  | 2011  |
| ----- | ----- | ----- | ----- | ----- | ----- | ----- | ----- | ----- |
| 1 729 | 1 740 | 1 767 | 1 809 | 1 849 | 1 937 | 2 027 | 2 096 | 2 201 |

| 2012  | 2013  | 2014  | 2015  | 2016  | 2017  | 2018  | 2019  | 2020  |
| ----- | ----- | ----- | ----- | ----- | ----- | ----- | ----- | ----- |
| 2 298 | 2 418 | 2 435 | 2 477 | 2 572 | 2 640 | 2 641 | 2 715 | 2 855 |

| 2021  | 2022  | 2023  | 2024  | - | - | - | - | - |
| ----- | ----- | ----- | ----- | - | - | - | - | - |
| 2 982 | 3 008 | 3 129 | 3 188 | - | - | - | - | - |

Le graphique qui aurait dû être présenté ici ne peut pas être affiché car il utilise l'ancienne extension Graph, désactivée pour des questions de sécurité. Des indications pour créer un nouveau graphique avec la nouvelle extension Chart sont disponibles ici.

## Culture locale et patrimoine

### Lieux et monuments
- Le château d'Esch-sur-Sûre.
- La figurine de la Madone noire ou Vierge noire (en luxembourgeois Schwaarz Muttergottes).
- Les croix de la peste (en luxembourgeois Peschtkräizer).
- Le lac de la Haute-Sûre : créé en 1961 et d’une superficie de 380 ha, on y trouve une base de loisirs.
- L'église paroissiale.

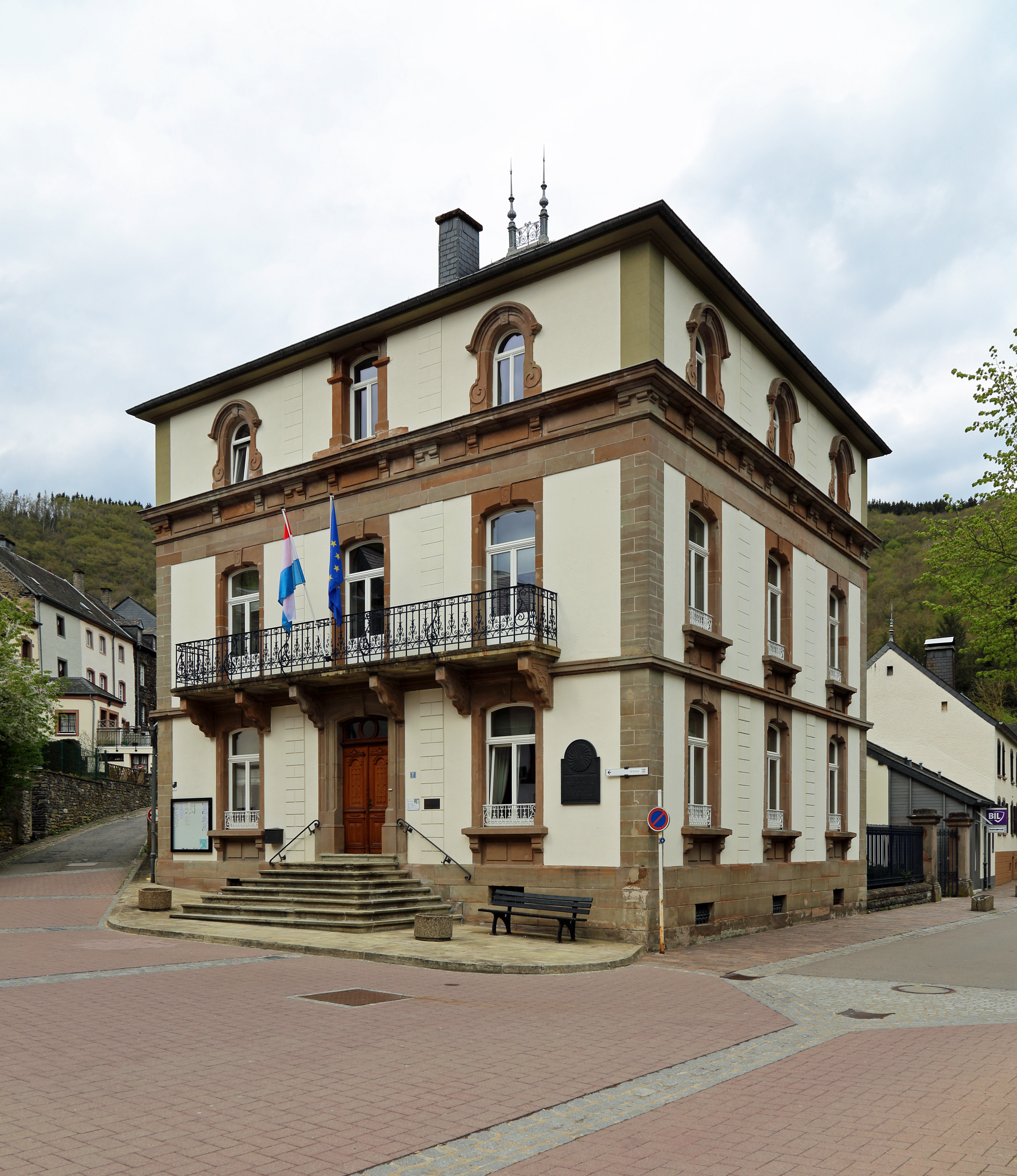
La mairie.
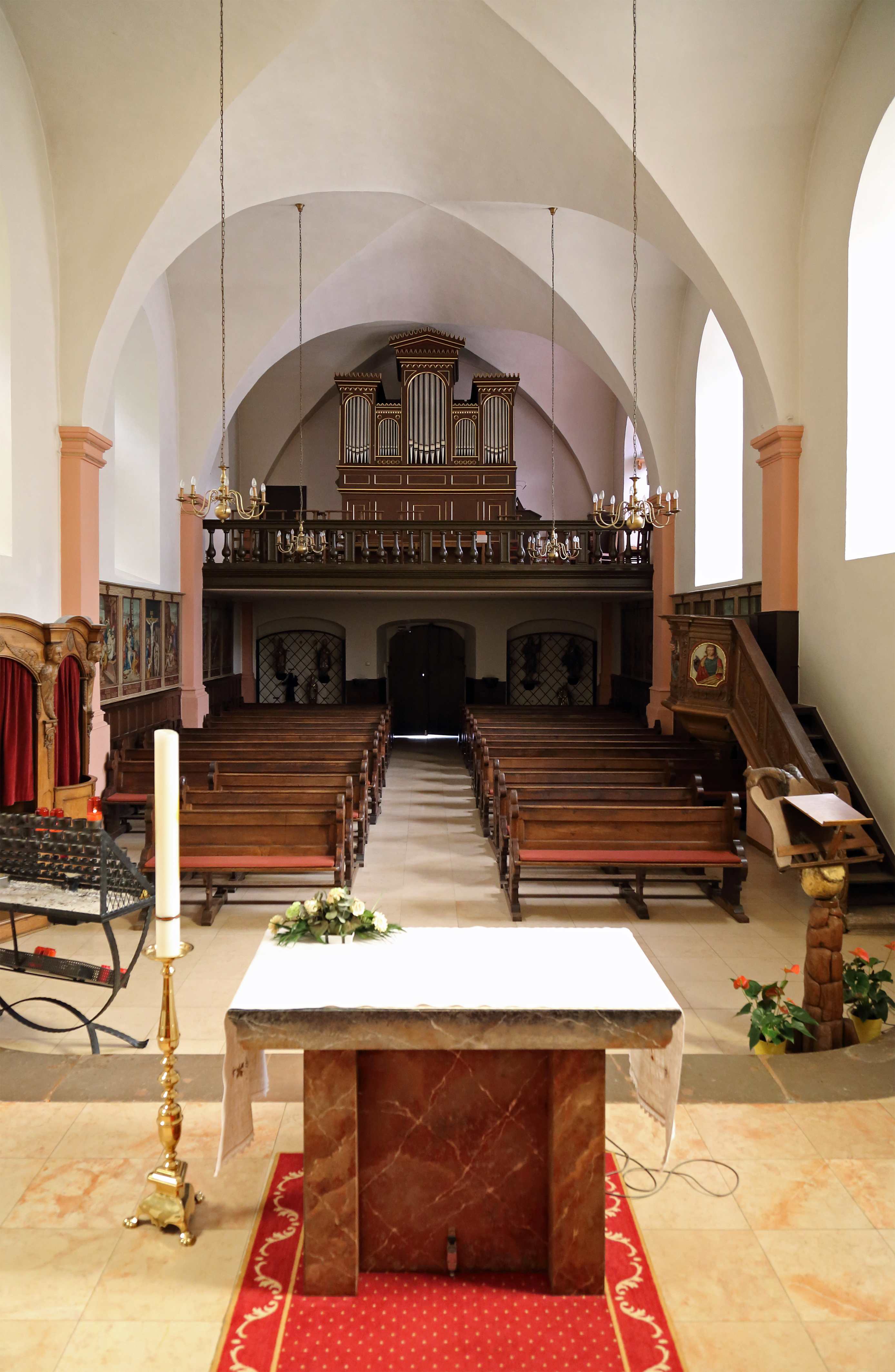
Vue intérieure de l'église.
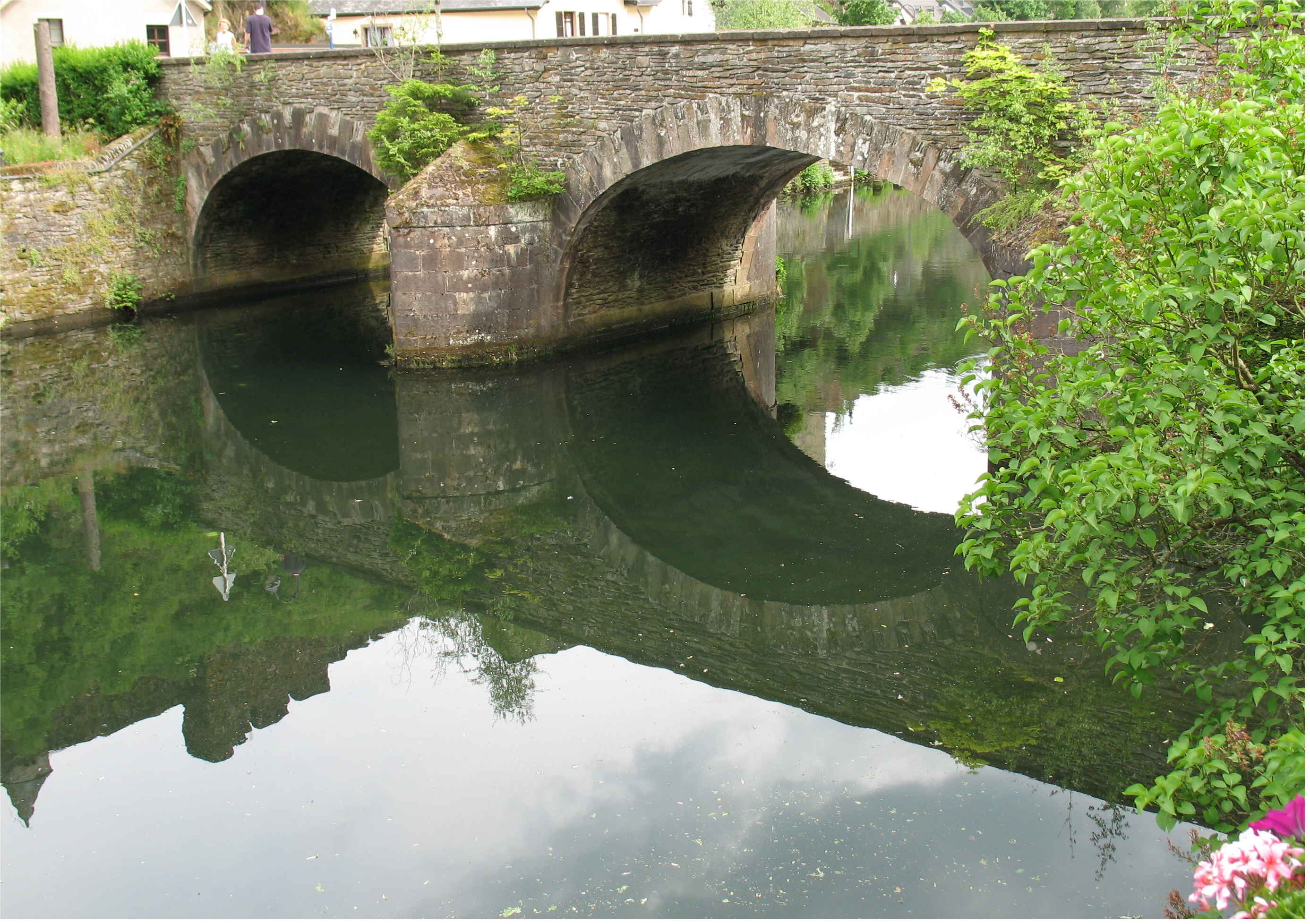
Le pont sur la Sûre.

### Héraldique, logotype et devise
| Blason de Esch-sur-Sûre | Blason  | Écartelé aux I et IV d'argent au sanglier de sable défendu d'argent, langué de gueules, arrêté derrière le tronc d'un chêne de sinople, fruité d'or, le tout sur une terrasse de sinople; au II et III burelé d'argent et de gueules. |
| Blason de Esch-sur-Sûre | Détails | Armoiries de la commune luxembourgeoise d’Esch-sur-Sûre (valable à partir du 1er janvier 2012) |
| Blason de Esch-sur-Sûre | Alias   | Burelé d'argent et de gueules au sanglier rampant de sable, langué de gueules, défendu d'argent. Armoiries de la commune luxembourgeoise de Heiderscheid (valable jusqu'au 1er janvier 2012)                                          |
| Blason de Esch-sur-Sûre | Alias   | Burelé d'argent et de gueules au chardon de sinople fleuri de gueules brochant en pale. Armoiries de la commune luxembourgeoise de Neunhausen (valable jusqu'au 1er janvier 2012)                                                     |
| Blason de Esch-sur-Sûre | Alias   | Burelé d'argent et de gueules de dix pièces. Geoffroi ou Geoffroy d'Esch porte écu et vêtements burelés d'argent et de gueules lors du défilé qui précède le Tournoi de Chauvency.                                                    |